# RABゲストルーム
RABゲストルーム（アールエービー- ）は、青森放送テレビで日曜日朝に放送している対談番組である。

## 概要
青森県にゆかりのある人物が出演し、様々な話をしている。

## 放送時間
- 毎月第1日曜日の7時10分 - 7時20分
但し、編成の都合などで放送週が変更される場合あり。

## 聞き手
- 米澤章子、秋山博子など（RABアナウンサー）

## その他
青森放送では、歴史的にインタビュー番組を放送しており、過去には1977年 - 1984年まで夕方に｢きょうのインタビュー｣が、1980年代前半ころの夏期と1993年の春期には5時20分 - 6時00分にも対談番組が、それぞれ放送されていた。